# جیک اندروز
جیک اندروز (انگلیسی: Jake Andrews؛ زادهٔ ۱ ژانویهٔ ۱۹۶۵ در سان فرانسیسکو، کالیفرنیا) هنرپیشه، و بازیگر پورنوگرافی اهل ایالات متحده آمریکا است که از سال ۱۹۹۸ در فیلم‌های پورنوی گی بازی می‌کند.

## زندگی‌نامه
در سال ۲۰۱۵ او به تالار مشاهیر GayVN راه یافت.